# سيرجيو دياز (لاعب كرة قدم إسباني)
سيرجيو دياز (بالإسبانية: Sergio Díaz Castilla) هو لاعب كرة قدم إسباني في مركز الدفاع، ولد في 2 يوليو 1991 في مالقة في إسبانيا. لعب مع ريال أوفييدو وريال مايوركا ب ونادي إيركوليس ونادي مالقا ونادي هويسكا وCórdoba CF B ‏ وAtlético Malagueño ‏.

## وصلات خارجية
- سيرجيو دياز (لاعب كرة قدم إسباني) على موقع قاعدة بيانات كرة القدم.إي يو (الإنجليزية)
- سيرجيو دياز (لاعب كرة قدم إسباني) على موقع Soccerway.com (الإنجليزية)
- سيرجيو دياز (لاعب كرة قدم إسباني) على موقع AS.com (الإسبانية)